# Dajr Durunka
Dajr Durunka – miejscowość w Egipcie, w muhafazie Asjut. W 2006 roku liczyła 3370 mieszkańców.